# Детская розеола
Детская розео́ла (лат. roseola infantum), внезапная экзанте́ма (лат. exanthema subitum) — инфекционное заболевание, первичная инфекция вирусом герпеса человека 6 типа и реже 7 типа, распространенное среди детей, преимущественно до 2-летнего возраста.
Другие названия: шестая болезнь, псевдокраснуха (лат. pseudorubella), детская трёхдневная лихорадка.
Розеола — одна из наиболее частых экзантем раннего детского возраста. Болезнь начинается с внезапного подъёма температуры тела до 39–40 °С. Высокая температура продолжается 3–5 дней, другие симптомы отсутствуют. После того, как температура спадёт, в течение суток на теле больного появляется кореподобная розовая сыпь, которая сохраняется 4—7 дней, при этом какие-либо недомогания отсутствуют.
На территории стран СНГ диагноз «розеола» ставится весьма редко, чаще всего начало болезни ассоциируют с респираторной инфекцией, а появляющуюся сыпь — с аллергическим дерматитом (зачастую подозревается, что аллергию вызвали лекарства, принимаемые для «лечения ОРВИ»).

## Этиология
Возбудителем детской розеолы является вирус герпеса человека тип 6B. 
В 10 % случаев заболевание связано с вирусом герпеса человека 7 типа. Этим вирусам свойственна Т-клеточная лимфотропия.

## Патогенез
Вирусы инфицируют мононуклеарные клетки и стимулируют выработку провоспалительных цитокинов (интерлейкин-1b и фактор некроза опухоли-α).

## Эпидемиология
Возбудитель передаётся воздушно-капельным путём. Инкубационный период длится от 5 до 15 дней. Чаще всего болезнь проявляется между 6 и 24 месяцами жизни, а в возрасте 4 лет почти у всех детей определяются антитела к возбудителю. Для заболевания характерна сезонность — весна и начало лета.
Изоляция больного не требуется.

## Клинические проявления
Обычно заболевание начинается внезапным подъёмом температуры до 39–40,5 °С, при этом отсутствуют любые другие проявления болезни, ребёнок активный, хотя возможны фебрильные судороги (вызванные высокой температурой).
Через 3—4 дня лихорадка снижается и появляется макулопапулёзная экзантема (сыпь), преимущественно на груди и животе, реже на лице и конечностях. В этой стадии могут увеличиваться нижнечелюстные лимфатические узлы. После появления сыпи температура больше не поднимается. Сыпь постепенно проходит — обычно длится несколько часов и не больше двух дней.
Осложениями розеолы часто бывают шейная и заднеушная лимфаденопатия, редкими осложнениями — энцефалит и гепатит.

## Диагностика
Диагностическим признаком детской розеолы является характерное течение заболевания, форма экзантемы не имеет диагностического значения.
Для диагностики анализ не требуется и проводится редко, хотя для уточнения диагноза можно провести серологический тест. Также доступно тестирование молекулярным методом (количественная ПЦР), хотя такое исследование проводится обычно для выявления реактивации вируса.
В общем анализе крови присутствует лейкопения, относительный лимфоцитоз. Также может применяться серологическая диагностика как IgM и IgG (диагностическим признаком является не только присутствие IgM, но и четырёхкратное увеличение титра IgG).

## Лечение
Специфическое лечение обычно не требуется, применяется симптоматическое лечение.
У детей с иммунитетом, сниженным из-за некоторых заболеваний, возможно применение фоскарнета и ганцикловира, хотя контролируемые исследования их эффективности при розеоле отсутствуют.